# Herbert Moritz
Herbert Moritz (* 30. März 1927 in Salzburg; † 27. Juli 2018 in Salzburg) war ein österreichischer Journalist und Politiker (SPÖ).
Herbert Moritz arbeitete als Journalist beim Demokratischen Volksblatt, einer Tageszeitung im Eigentum der SPÖ in Salzburg. Ab 1956 war er als Nachfolger von Josef Kaut Chefredakteur dieser Zeitung. 1969 folgte er Josef Kaut als Landesrat nach und schied aus der Redaktion des Denmokratischen Volksblatts aus, das 1972 in Neues Salzburger Tagblatt umbenannt wurde.
Herbert Moritz war von 1969 bis 1977 Landesrat in der Salzburger Landesregierung und von 1977 bis 1984 Landeshauptmannstellvertreter im Land Salzburg. 
Von 1984 bis 1987 war er Bundesminister für Unterricht, Kunst und Sport.

## Auszeichnungen
- Otto-Bauer-Plakette (2016)
- Ehrenbürger der Gemeinde Lend